# Andrés Quintana Roo
Andrés Eligio Quintana Roo (Mèrida, Yucatán, 30 de novembre de 1787 - Mèxic DF 15 d'abril de 1851) fou un polític liberal mexicà, advocat i escriptor. Estigué casat amb Leona Vicario. Va ser un dels homes més influents en la Guerra d'Independència i va ser elegit membre del Congrés de Chilpancingo. Va presidir l'Assemblea Constituent, que va redactar la Declaració d'Independència de Mèxic el 1813, i va exercir com a legislador, senador i secretari d'Estat en nombroses ocasions. També va ser membre del Tribunal Suprem i del Govern Tripartit (del 23 al 31 de desembre de 1829), va editar i dirigir la revista "Semanario Patriótico". L'estat de Quintana Roo va ser batejat en honor seu.